# Michael Gathy
Michael Gathy (* 22. April 1989) ist ein professioneller belgischer Pokerspieler. Er ist vierfacher Braceletgewinner der World Series of Poker.

## Persönliches
Gathy studierte vor seiner Pokerkarriere Medizin. Er lebt auf Malta.

## Pokerkarriere

### Werdegang
Gathy spielt auf der Onlinepoker-Plattform PokerStars unter dem Nickname bolivianSWAG und gewann dort im September 2015 ein Turnier der World Championship of Online Poker. Darüber hinaus ist er bei GGPoker als Hneves zu finden.
Ende September 2011 belegte der Belgier bei der European Short-Handed Poker Championship in Dublin den zweiten Platz und erhielt sein erstes Preisgeld bei einem Live-Turnier von knapp 55.000 Euro. Mitte Dezember 2011 gewann er das Main Event der Belgian Poker Series in Namur und sicherte sich eine Siegprämie von 175.000 Euro. Im Juni 2012 war Gathy erstmals bei der World Series of Poker (WSOP) im Rio All-Suite Hotel and Casino am Las Vegas Strip erfolgreich und setzte sich bei einem Turnier Variante No Limit Hold’em durch. Dafür erhielt er ein Bracelet und den Hauptpreis von rund 440.000 US-Dollar. Im Jahr darauf gewann er ein Turbo-Event der WSOP 2013 und erhielt knapp 280.000 US-Dollar sowie sein zweites Bracelet. Bei der WSOP 2016 sicherte sich Gathy sein drittes Bracelet. Er belegte darüber hinaus zwei zweite Plätze und erreichte insgesamt fünfmal die Geldränge, was ihm Preisgelder von mehr als 900.000 US-Dollar einbrachte. Aufgrund dieser Leistungen belegte er beim Rennen um den Player of the Year Award der Serie den achten Platz. Anfang September 2020 setzte sich der Belgier beim Abschlussturnier der aufgrund der COVID-19-Pandemie auf GGPoker ausgespielten World Series of Poker Online durch und erhielt mehr als 270.000 US-Dollar sowie sein viertes Bracelet. Im Dezember 2021 belegte er bei der PokerGO Tour Championship im Aria Resort & Casino am Las Vegas Strip den zweiten Platz und erhielt aufgrund eines Deals mit Rok Gostiša sein bisher höchstes Preisgeld von rund 600.000 US-Dollar. Beim Main Event der World Poker Tour im Hotel Bellagio am Las Vegas Strip wurde der Belgier im Oktober 2022 Dritter und sicherte sich über 500.000 US-Dollar.
Insgesamt hat sich Gathy mit Poker bei Live-Turnieren mehr als 4,5 Millionen US-Dollar erspielt.

### Braceletübersicht
Gathy kam bei der WSOP 58-mal ins Geld und gewann vier Bracelets:
| Jahr   | Buy-in (in $) | Turnier                     | Teilnehmer | Preisgeld (in $) |
| ------ | ------------- | --------------------------- | ---------- | ---------------- |
| 2012 O | 1000          | No-Limit Hold’em            | 2799       | 440.829          |
| 2013 O | 1000          | Turbo No-Limit Hold’em      | 1629       | 278.613          |
| 2016 O | 5000          | Six-Handed No-Limit Hold’em | 0541       | 560.843          |
| 2020 O | 0500          | GGPoker.com – The Closer    | 4012       | 260.504          |